# Sally-Jane Van Horenbeeck
Sally-Jane Van Horenbeeck (Edegem, 21 mei 1971) is een Vlaamse actrice.
Van Horenbeeck raakte vooral bekend met haar rol als Peggy Verbeeck in Thuis. In mei 2008 maakte Van Horenbeeck hierin haar comeback. Op 2 september 2016 was ze voor het laatst te zien in de serie.
In 1997 speelde Van Horenbeeck de rol van Treske in Terug naar Oosterdonk. In 2008 heeft ze meegespeeld in de film Blinker en de Blixvaten. In 2011 kwam zij tot in de finale van MasterChef, maar moest de overwinning laten aan Bart Van den Bossche.
Van Horenbeeck is sinds 2000 getrouwd met acteur Robert de la Haye, met wie zij een zoon kreeg. In 2017 opende ze met haar man een Thais restaurant. In 2019 richtte ze samen met haar man kunstgalerie Same same but different op, waar ze werken van andere bekende mensen verkopen.
In december 2020 werd ze aangevallen, in de buurt van haar restaurant.

## Filmografie
| Film      | Film                    | Film                   | Film                                                    |
| Jaar      | Film                    | Rol                    | Opmerkingen                                             |
| --------- | ----------------------- | ---------------------- | ------------------------------------------------------- |
| 1999      | Shades                  | Lily                   |                                                         |
| 2008      | Blinker en de Blixvaten | Nicole Van Ham         |                                                         |
| Televisie |                         |                        |                                                         |
| Jaar      | Titel                   | Rol                    | Opmerkingen                                             |
| 1995      | Oog in oog              |                        |                                                         |
| 1995      | Thuis                   | Peggy Verbeeck         | 1995 tot 1997, 1998 tot 2001, 2006, 2008 tot 2016, 2018 |
| 1997      | Terug naar Oosterdonk   | Treske                 |                                                         |
| 1998      | Recht op Recht          | Cleo                   |                                                         |
| 2002      | Wittekerke              | Nathalie Jacobs        | 2002 tot 2004                                           |
| 2004      | Witse                   | Suzanne Oostvogels     |                                                         |
| 2008      | Vermist                 | Leerkracht informatica |                                                         |
| 2012      | Danni Lowinski          | Tania Roose            |                                                         |
| 2013      | Binnenstebuiten         | Goele Vissers          |                                                         |